# Duyure (kommun)
Duyure är en kommun i Honduras.   Den ligger i departementet Choluteca, i den södra delen av landet, 70 km sydost om huvudstaden Tegucigalpa. Antalet invånare är 2 753.